# Resolutie 1671 Veiligheidsraad Verenigde Naties
Resolutie 1671 van de Veiligheidsraad van de Verenigde Naties werd unaniem door de VN-Veiligheidsraad aangenomen op 25 april 2006 en autoriseerde een tijdelijke EUFOR-macht in de Democratische Republiek Congo.

## Achtergrond
In 1994 braken in de Democratische Republiek Congo etnische onlusten uit die onder meer werden veroorzaakt door de vluchtelingenstroom uit de buurlanden Rwanda en Burundi. In 1997 beëindigden rebellen de lange dictatuur van Mobutu en werd Kabila de nieuwe president. In 1998 escaleerde de burgeroorlog toen andere rebellen Kabila probeerden te verjagen. Zij zagen zich gesteund door Rwanda en Oeganda. Toen hij in 2001 omkwam bij een mislukte staatsgreep werd hij opgevolgd door zijn zoon. Onder buitenlandse druk werd afgesproken verkiezingen te houden die plaatsvonden in 2006 en gewonnen werden door Kabila. Intussen zijn nog steeds rebellen actief in het oosten van Congo en blijft de situatie er gespannen.

## Inhoud

### Waarnemingen
De bevolking van Congo-Kinshasa had door middel van een succesvolle volksraadpleging de ontwerpgrondwet die op 18 februari van kracht werd goedgekeurd. Om tot duurzame vrede, stabiliteit en verzoening te komen waren ook verkiezingen nodig en voorts moest ook de rechtsstaat worden hersteld. De Europese Unie ging tijdens die verkiezingen een macht sturen om de MONUC-vredesmacht te ondersteunen.

### Handelingen
De Veiligheidsraad autoriseerde de inzet van EUFOR in Congo tot vier maanden na de eerste ronde van de presidentsverkiezingen. Die zou bestaan uit een voorhoede in Kinshasa en elementen buiten Congo. Het gegeven mandaat mocht dat van MONUC niet overschrijden en zou zodoende mee herzien worden op 30 september. De secretaris-generaal werd gevraagd bij de Congolese autoriteiten te informeren naar het tijdsschema voor de verkiezingen.
De EUFOR-macht werd geautoriseerd om alle maatregelen te treffen om volgende taken uit te voeren:
a. MONUC bijstaan met het stabiliseren van de situatie als het daarbij problemen ondervond,
b. De bevolking mee beschermen als die rechtstreeks in gevaar was,
c. Bijdragen aan de bescherming van de luchthaven in Kinshasa,
d. Haar eigen bewegingsvrijheid en veiligheid en die van haar installaties verzekeren,
e. Beperkte operaties uitvoeren om personen in gevaar te ontzetten.
Op Congo en de EU werd aangedrongen zo snel mogelijk een status of forces-akkoord af te sluiten. Ook werden alle lidstaten, en vooral die in de buurt van Congo, gevraagd de nodige steun te verlenen. MONUC werd geautoriseerd om de nodige logistieke steun te bieden.

## Verwante resoluties
- Resolutie 1654 Veiligheidsraad Verenigde Naties
- Resolutie 1669 Veiligheidsraad Verenigde Naties
- Resolutie 1693 Veiligheidsraad Verenigde Naties
- Resolutie 1698 Veiligheidsraad Verenigde Naties

Lijst ·  1652 ·  1653 ·  1654 ·  1655 ·  1656 ·  1657 ·  1658 ·  1659 ·  1660 ·  1661 ·  1662 ·  1663 ·  1664 ·  1665 ·  1666 ·  1667 ·  1668 ·  1669 ·  1670 ·  1671 ·  1672 ·  1673 ·  1674 ·  1675 ·  1676 ·  1677 ·  1678 ·  1679 ·  1680 ·  1681 ·  1682 ·  1683 ·  1684 ·  1685 ·  1686 ·  1687 ·  1688 ·  1689 ·  1690 ·  1691 ·  1692 ·  1693 ·  1694 ·  1695 ·  1696 ·  1697 ·  1698 ·  1699 ·  1700 ·  1701 ·  1702 ·  1703 ·  1704 ·  1705 ·  1706 ·  1707 ·  1708 ·  1709 ·  1710 ·  1711 ·  1712 ·  1713 ·  1714 ·  1715 ·  1716 ·  1717 ·  1718 ·  1719 ·  1720 ·  1721 ·  1722 ·  1723 ·  1724 ·  1725 ·  1726 ·  1727 ·  1728 ·  1729 ·  1730 ·  1731 ·  1732 ·  1733 ·  1734 ·  1735 ·  1736 ·  1737 ·  1738